# Lee Roy Myers

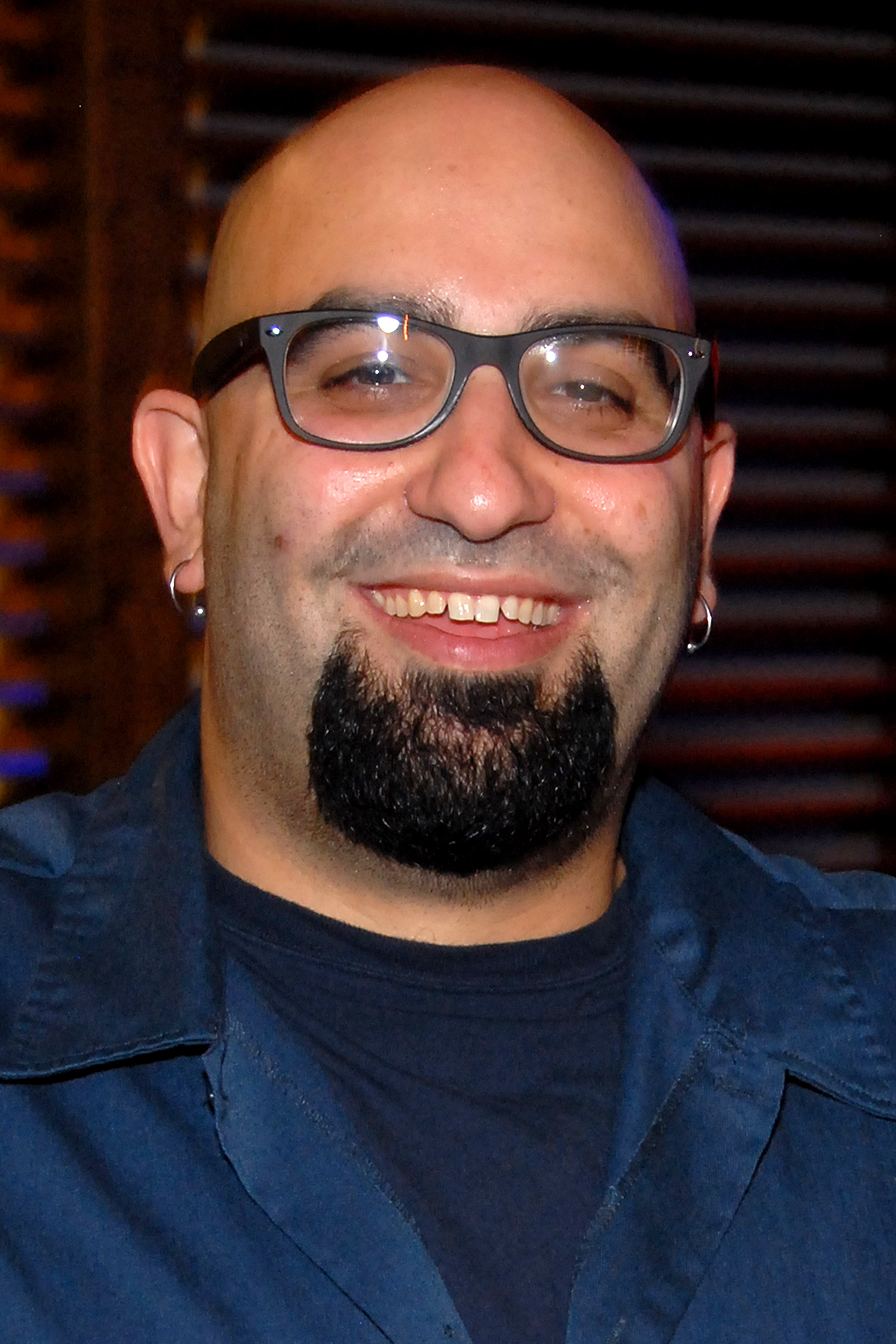
Lee Roy Myers 2011

Lee Roy Myers (* 1977 in Montreal, Quebec) ist ein kanadischer Pornofilm-Produzent und Regisseur, Drehbuchautor und einer der Gründer von WoodRocket.com. Er startete seine Karriere mit den Pornodreh-Studio New Sensations in 2009 und entwickelte Porno-Parodien und Pornos mit romantischen Geschichten.
Er hat Filme geleitet und produziert für Adam & Eve, DreamZone Entertainment, Tom Byron Pictures, Zero Tolerance Entertainment, Hustler, Third Degree Films, Wicked Pictures, Capitol Entertainment Agency, Xenith, Full Spread Entertainment, Nightingale Pictures, Brazzers, Mofos, und seine eigene Produktionsfirma, Goodnight Media.

## Filmografie
- 2009: 30 Rock: A XXX Parody
- 2009: 70s Show: A XXX Parody
- 2009: Entourage: A XXX Parody
- 2009: Friends: A XXX Parody
- 2009: Scrubs: A XXX Parody
- 2009: Seinfeld: A XXX Parody
- 2009: The Office: A XXX Parody
- 2009: WKRP in Cincinnati: A XXX Parody
- 2010: An Eternal Love 2: Reckless Heart
- 2010: An Eternal Love
- 2010: An Office Romance
- 2010: Big Bang Theory: A XXX Parody
- 2010: Cheers: A XXX Parody
- 2010: Hustler's Untrue Hollywood Stories: Miley Cyrus' 18th Birthday
- 2010: Reno 911: A XXX Parody
- 2010: Seinfeld: A XXX Parody 2
- 2010: Sex & the City: The Original XXX Parody
- 2010: The Big Lebowski: A XXX Parody
- 2010: The Breakfast Club: A XXX Parody
- 2010: The Engagement Party
- 2010: The Golden Girls: A XXX MILF Parody
- 2010: The Office: A XXX Parody Episode 2 – The Best Week Ever
- 2010: The Wedding Day
- 2010: Tru: A XXX Parody
- 2010: Who's the Boss? A XXX Parody
- 2011: A Wet Dream on Elm Street
- 2011: Grindhouse XXX (segment "Easter")
- 2011: Here Cums the President
- 2011: Katy Pervy: The XXX Parody
- 2011: Pron: The XXX Parody
- 2011: Sex World
- 2011: Simpsons: The XXX Parody
- 2011: The Human Sexipede (First Sequence: A Porn Parody)
- 2012: Buffy the Vampire Slayer XXX: A Parody
- 2012: Cafe Amore
- 2012: Family Guy: The XXX Parody
- 2012: Maid for Love
- 2012: Pink Lips
- 2012: Romeo and Juliet
- 2012: The Godfather XXX: A DreamZone Parody
- 2012: The Honeymoaners
- 2013: Sailor Poon: A XXX Interactive Parody
- 2013: Spongeknob Squarenuts
- 2014: SpongeKnob SquareNuts 2
- 2014: Comedians in Cars Getting Sex
- 2014: Game of Bones: Winter Is Cumming
- 2014: Pornocopia
- 2014: The Doctor Whore Porn Parody
- 2014: TSA: Touching Searching and Pussy Pounding
- 2015: Bob’s Boners and Other Porn Parodies
- 2015: Bob’s Boners
- 2015: Strokémon: The XXX Parody
- 2016: Assventure Time
- 2016: Fap to the Future: The XXX Parody
- 2016: Gnardians of the Galaxy and Other Porn Parodies
- 2016: Ten Inch Mutant Ninja Turtles: The XXX Parody
- 2019: Game of Bones 2 - Winter Came Everywhere

## WoodRocket
WoodRocket ist die Produktionsfirma und Webseite von Myers. Neben dem Erwerb von Videos und Neuigkeiten über diese, werden dort auch Podcasts, Galerien, Comics und Live-Cams angeboten.

## Nominierungen
- 2010 AVN Award nominiert – Regisseur des Jahres, Body of Work[10]
- 2010 AVN Award nominiert – Bester Regisseur, Feature – Seinfeld: A XXX Parody[10]
- 2010 XBIZ Award nominiert – Regisseur des Jahres, Body of Work[11]
- 2010 XBIZ Award nominiert – Regisseur des Jahres, Individual Project – 30 Rock: A XXX Parody[11]
- 2011 AVN Award nominiert – Regisseur des Jahres, Body of Work[12]
- 2011 AVN Award nominiert – Bester Regisseur, Feature – The Big Lebowski: A XXX Parody[12]
- 2011 AVN Award nominiert – Bestes Drehbuch, Adapted – The Big Lebowski: A XXX Parody[12]
- 2011 AVN Award nominiert – Bestes Drehbuch, Adapted – Cheers: A XXX Parody[12]
- 2011 AVN Award nominiert – Bestes Drehbuch, Adapted – Reno 911: A XXX Parody[12]
- 2012 AVN Award nominiert – Bester Regisseur, Parody – Godfather: A DreamZone Parody
- 2012 AVN Award nominiert – Regisseur des Jahres, Body of Work
- 2013 XBIZ Award nominiert – Regisseur des Jahres, Parody – Buffy the Vampire Slayer XXX[13]

## Auszeichnungen
- 2009 Nightmoves Award gewonnen – Beste Parodie (Fan Favorite), The Office: A XXX Parody
- 2010 AVN Award gewonnen – Beste Parodie, Sex Files (Producer)
- 2010 Nightmoves Award gewonnen – Beste Parodie (Editor's Choice), The Big Bang Theory: A XXX Parody
- 2011 XBIZ Award gewonnen – Regisseur des Jahres – Body of Work[14]
- 2011 XBIZ Award gewonnen – Beste Parodie, The Big Lebowski: A XXX Parody[14]
- 2011 XRCO Award gewonnen – Beste Parodie, Comedy, The Big Lebowski: A XXX Parody